# 清查“五·一六反革命集团”运动
清查“五·一六反革命集团”运动，简称清查五一六，是中华人民共和国文化大革命时期，于1970年初大规模展开的一场政治运动。“五·一六”反革命阴谋集团，原指于文革初期1967年在北京市一度存在的一个名为“首都五·一六红卫兵团”的组织，该组织被官方认为利用了《五·一六通知》来散发反对周恩来的传单。1967年9月毛泽东提出“五一六”的组织者和操纵者是搞阴谋的反革命集团，中共中央于1968年成立清查“五一六”专案领导小组、陈伯达任组长，并于1970年初在全国大规模地开展清查“五一六”运动。清查五一六运动导致数以百万计的干部、群众和学生遭到迫害，许多文革初期活跃的造反派成员亦遭到整肃，被打成“五·一六分子”。另有学者估计受到清查的人以千万计，整死人以十万计。

## 背景
文化大革命开始后，中央文革小组对周恩来的态度模棱两可，北京的造反派中始终有一股反对周恩来的暗流。“二月逆流”发生后，社会上出现了一股“炮打周恩来”的思潮。

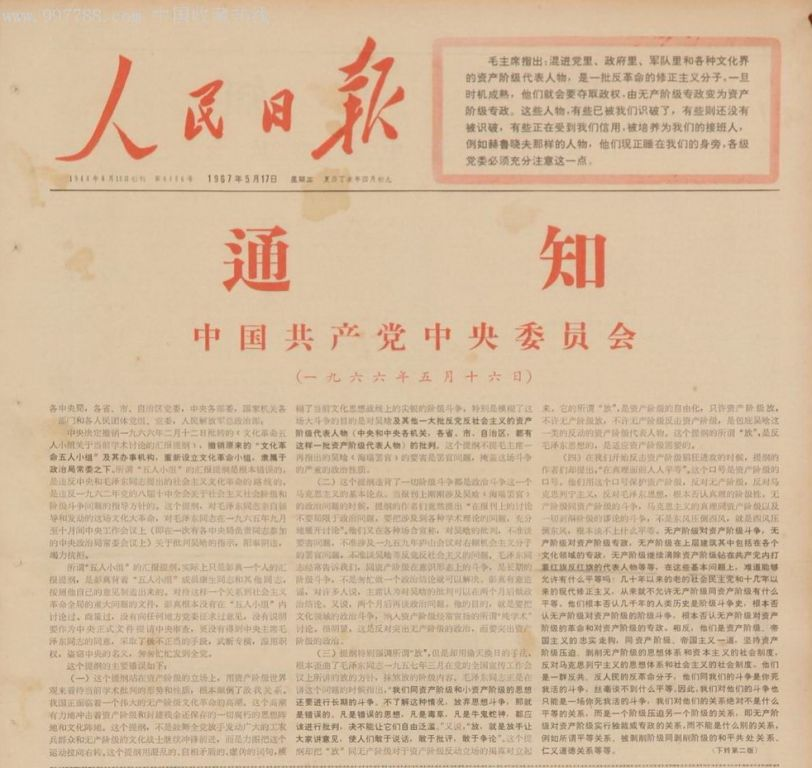
1967年5月17日《人民日报》

1967年5月16日，北京外语学院“六·一六红卫兵独立营”贴出大字报《戳穿一个大阴谋》，攻击周恩来是“反革命两面派”。1967年5月17日的《人民日报》全文刊登了1966年文化大革命发动阶段的基础性文件《五一六通知》，一些学生据此认为将“揪出第二个刘少奇”，周恩来将被打倒。反对周恩来的北京钢铁学院的学生张建旗等人遂以贯彻《五一六通知》的名义，成立了“北京钢铁学院五·一六兵团”，成员共7人。6月2日，张建旗贴出大字报《给周总理的一封公开信》，认为周是“二月黑风”的总后台。
“炮打周恩来”的行动并未得到大多数人的支持，5月24日首都大专院校红代会发表声明，称：“谁要是恶毒攻击我们敬爱的周总理，我们就打倒谁！”5月27日，外交部的唐闻生、王海容给毛泽东写信称：“最近社会上出现了一股攻击周总理的风气，同时也反映到外交部革命造反联络站及所属各战斗队内部，争论颇为激烈。”毛泽东亦反对炮打周恩来的行动，于5月29日在唐、王二人的信上批示：“林彪、恩来同志、文革各同志：此件请阅。极左派的观点是错误的，请文革同志向他们做说服工作。”得到批示的中央文革小组遂于5月29日和6月3日两次接见北京高校的造反派，指出：“周总理是毛主席司令部的人，是毛主席、林副主席之下总管事务的参谋，反对总理是严重的政治问题。”，“北京钢铁学院五·一六兵团”中3人宣布退出该组织。
此后，张建旗与北京农业大学、师范大学、商学院、一〇一中学的一些人继续串联，于1967年7月1日，在北京外语学院成立了名为“首都五·一六红卫兵团”的群众组织，骨干约有20余人。成立大会上通过了《首都五·一六红卫兵团第一届代表大会决议》，其中将周恩来称为“中国最大的反革命两面派，是中国最大的卖国主义者，修正主义者，右倾机会主义者之一”，并称他为“我国党内出现的一股资本主义暗流的总后台之一”、“中国第二个赫鲁晓夫式的个人野心家”，声称“誓与以周恩来为首的反革命集团干将谭震林，李先念，陈毅，余秋里，谷牧等决一死战”。自7月起至8月初，“五·一六红卫兵团”频繁活动，在北京闹市区西单、王府井贴大字报、发传单，继续攻击周恩来。
8月11日，中央文革小组召开座谈会，点名“五·一六红卫兵团”为“反革命组织”，各造反组织旋即成立“专揪反革命五一六兵团联络站”，揪斗张建旗等人。8月26日，北京及全国的一千多个单位在北京钢铁学院召开“彻底砸烂反动组织五一六黑匪兵团大会”，张建旗等5人被揪斗、逮捕。9月12日，北京红卫兵召开10万人大会，庆祝粉碎“五·一六”分子的胜利。至1967年10月，人数本就不多的“五·一六红卫兵团”的活动已经基本偃旗息鼓。

## 扩大化
1967年9月8日，毛泽东在《人民日报》发表的姚文元《评陶铸的两本书》一文中加了一段话：“现在有一小撮反革命分子也采用了这个办法，他们用貌似极‘左’而实质极右的口号，刮起‘怀疑一切’的妖风，炮打无产阶级司令部，挑拨离间，混水摸鱼，妄想动摇和分裂以毛主席为首的无产阶级司令部，达到其不可告人的罪恶目的，所谓‘五·一六’的组织者和操纵者，就是这样一个搞阴谋的反革命组织。应予以彻底揭露。”“这个反革命组织的目的是两个，一个是要破坏和分裂以我们的伟大领袖毛主席为首的党中央的领导；一个是要破坏和分裂无产阶级专政的主要支柱——伟大的中国人民解放军。”第一次公开在报刊上提出要在全国彻底揭露“五·一六反革命阴谋集团”。

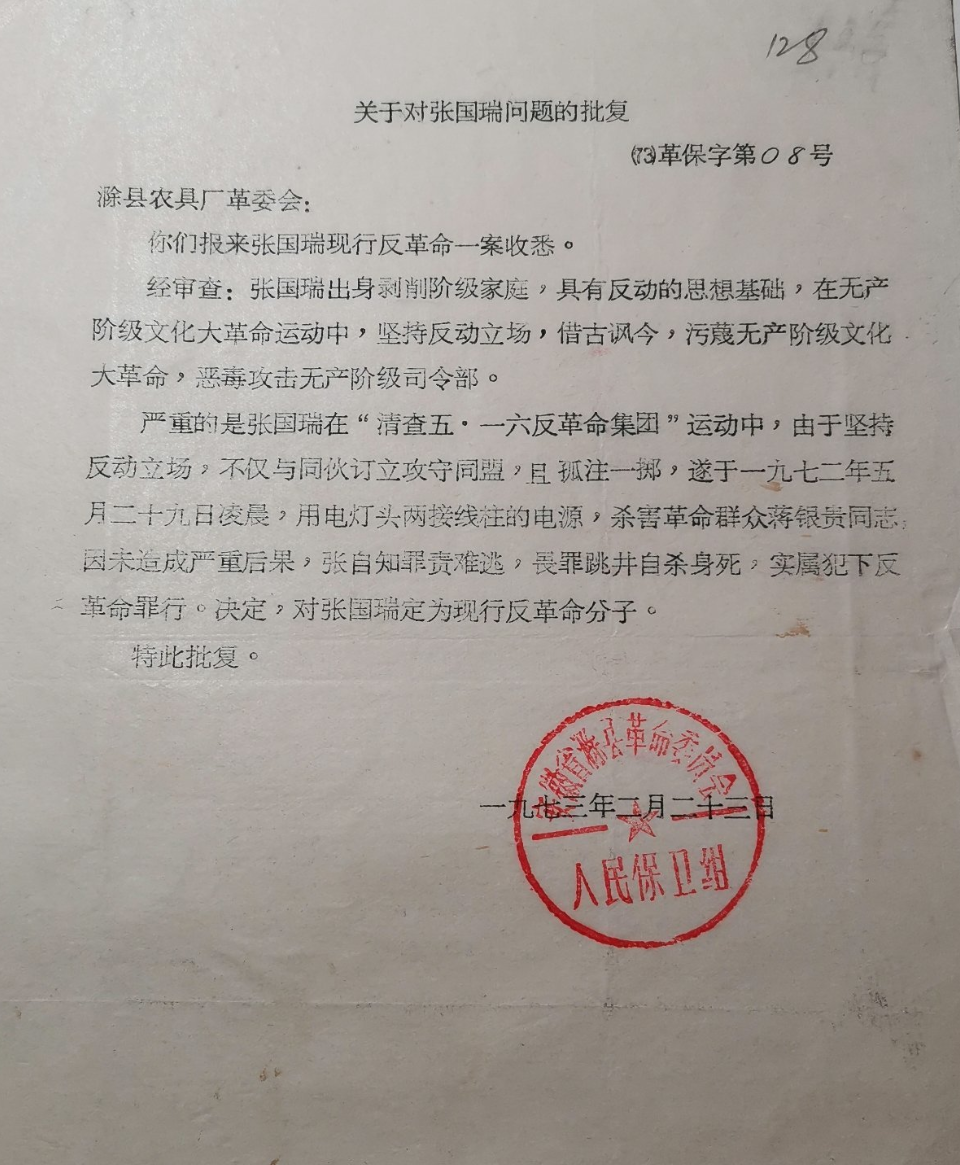
清查五·一六中出现的自杀现象

1968年，中央成立清查“五·一六”专案领导小组，陈伯达（后被列为“五一六”阴谋集团的操纵者）任组长，公安部副部长李震为办公室主任，谢富治、吴法宪为领导小组成员。
1970年1月31日，中共中央发出《关于打击反革命破坏活动的指示》 ，进一步在全国大规模地开展清查“五一六”运动。3月27日，中共中央发出《中共中央关于清查“五·一六”反革命阴谋集团的通知》。通知说：“国内外阶级敌人同我们的斗争是很复杂的，反革命秘密组织决不是只有一个‘五·一六’”，在全国范围内开展了清查“五·一六反革命阴谋集团”运动。10月，毛泽东作出批示：“‘五一六’问题不能一风吹，有些单位已经一风吹了，例如外语学院。”
1971年2月8日，经毛泽东批准，中共中央发出《关于建立‘五·一六’专案联合小组的决定》。专案联合小组以吴德为组长，李震为副组长，组员有13人。《决定》指出：在清查过程中“要防止扩大化，又不要一风吹”。此后，清查“五·一六”分子的运动更加“深化”。
这场清查运动一直持续到1974年批林批孔运动，之后不了了之。清查运动不仅严重扩大化，而且演变成全国性的两派群众组织大混战。

### 江苏省的“清查五·一六”
在江苏省的清查五·一六运动中，省革委会主任许世友主张“深挖”，借机打击异己，其主政的江苏省革委会45名常委中25人被打成“五·一六分子”，在持续3年多的清查过程中，全省25万多人被打成“五·一六分子”，超过2000人死亡。
江苏省委书记吴大胜以南京大学为突破口，派出“调查组”进驻清查。南京大学先后被莫须有地打成‘五·一六’分子的师生员工达1560人，占当时师生员工总数（4950人）的近三分之一。其中被关押批斗的有389人，被判刑的16人，被迫害致死多达28人。
江苏省农业局64名“留守人员”，有39人打成“五·一六”。打成“五·一六”的局领导占60%，处室负责人占62%，党支部委员占80%，党员占64%，党支部几乎成了“五·一六”支部。据记载：江苏省农业局有一个受吴大胜影响的局领导，自称会“相面”，他不时深入各个“深挖小组”，以至饭厅、会议室，以“相”出哪个人是“五一六”——讲话多的，是“若无其事”；讲话少的，是“故作镇静”；吃饭多的，是“准备顽抗”；吃饭少的，是“心中有鬼”；戴一顶普通帽子，成了“联络暗号”；哼一句样板戏，是为同伙“打气”，制订“攻守同盟”；进会场时走慢了，是“包袱沉重”；走快了，则又是“内心空虚”；看报纸，是“思想不集中”；学习毛主席著作，是“打着红旗反红旗……反正不管怎样，一举一动都可以成为判定的证据。

## 谜团
中央党校教授金春明曾说：“我虽然研究文化大革命多年，但对清查“五·一六”一直不清楚。为什么1967年对“首都五·一六红卫兵团”问题已经解决之后还要清查“五·一六”？为什么九大以后还清查“五·一六”？清查“五·一六”是怎样进行的？为什么专案组长李震自杀？这些问题都不清楚。清查“五·一六”是個迷。将来档案公开了，也许能解这个谜。“